# Anđela Zebec
Anđela Zebec je hrvatska pjevačica. Prateći je vokal rock skupine Zabranjeno pušenje. Također ima i svoj bend Yurina.

## Životopis
Zebec je rođena i odrasla u Zagrebu. Glazbom se počela baviti u četvrtom razredu osnovne škole kada se priključila djevojačkom zboru "Zvjezdice".
Tijekom glazbene karijere bila je osnivačica i članica skupina Chante, Dusted Crutch i Egoclinique. Sa svojim bendom Yurina u jesen 2023. godine objavila je singl "Bliss".
Od 2019. godine Zebec je članica rock skupine Zabranjeno pušenje. S njima je surađivala na posljednjem studijskom albumu Karamba! (2022.), kao i na posljednja dva koncertna albuma: Pušenje ubija (2025.) i Uživo u Lisinskom (2025.). Glumila je i u videospotu za pjesmu "Ekrem" s alubma Karamba!.

## Diskografija
Zabranjeno pušenje
- Karamba! (2022.)
- Pušenje ubija (2025.)
- Uživo u Lisinskom (2025.)

## Vanjske poveznice
- Anđela Zebec na Discogsu
- Zabranjeno pušenje
- Anđela Zebec na Instagramu